# Cariba Heine
Cariba Heine  (n. 1 octombrie 1988, Johannesburg, Africa de Sud) este o actriță sud africană și australiană, cel mai bine cunoscută interpretând rolul lui Rikki Chadwick în serialul H2O - Adaugă apă. O interpretează și pe Bridget Caruso, în seria a treia a serialului Blue Water High.

## Locul și data nașterii
Cariba s-a născut în Africa de Sud, la data de 1 octombrie 1988. Are 1,66 m și 54 kg.

## H2O - Adaugă apă

### Rikki Chadwick
Rolul lui Rikki Chadwick din serialul australian pentru copii și adolescenți H2O - Adaugă apă a fost un vis împlinit pentru Cariba. În serial, ea poate fierbe apa, poate aduce fulgere și poate da foc obiectelor. Iubitul ei este Zane Bennet (Burgees Abernethy). De asemenea, alături de Cleo (Phoebe Tonkin) și Emma (Claire Holt) este o sirenă.
Acest rol i-a adus foarte mult succes. Cariba se gândește că singurul lucru rău din H2O sunt cozile de sirenă. În serial, Rikki locuiește cu tatăl său într-un cartier din suburbiile orașului Gold Coast în care sunt niște rulote închiriate și nu are prea mulți bani. Este de asemenea rebela grupului. 
Are o fire ageră, aprigă, isteață și un simț al umorului cel puțin sarcastic dacă nu chiar ironic sau cinic. Este, de asemenea, destul de răutăcioasă uneori cu Lewis, chiar când acesta încearcă să le ajute pe sirene în fața primejdiilor neprevăzute pe timp de lună plină sau când e vorba despre cercetările lui în privința modului în care cele trei fete au devenit sirene.

## Filmografie
| An      | Titlu                                           | Rol             | Note                           |
| ------- | ----------------------------------------------- | --------------- | ------------------------------ |
| 2003    | Ballistic Sessions                              | Amanda          |                                |
| 2005    | Strictly Dancing                                | Herself         | Episodul "Heat 12"             |
| 2006–10 | H2O: Just Add Water                             | Rikki Chadwick  | rol principal (78 de episoade) |
| 2007    | Stupid, Stupid Man                              | Mindy           | Episodul "The Boyfriend"       |
| 2008    | Blue Water High                                 | Bridget Sanchez | 25 de episoade                 |
| 2009    | The Pacific                                     | Phyllis         |                                |
| 2009    | A Model Daughter: The Killing of Caroline Byrne | Caroline Byrne  | Film TV                        |
| 2009    | At the Tattooist                                | Alex            |                                |
| 2010–13 | Dance Academy                                   | Isabelle        | rol recurent (9 episoade)      |
| 2010–13 | The Future Machine                              | Kate Hill       |                                |
| 2011    | Blood Brothers                                  | Ellie Carter    | Film TV                        |
| 2012    | Bait 3D                                         | Heather         | Film                           |
| 2012    | Howzat! Kerry Packer's War                      | Delvene Delaney | 2 episoade                     |
| 2014    | Friendly Advice                                 | Faith           | 2 episoade                     |
| 2015    | Hiding                                          | Harriet         | 4 episoade                     |
| 2016    | Mako Mermaids                                   | Rikki Chadwick  | 2 episoade                     |